# おかえり、はやぶさ
『おかえり、はやぶさ』は、2012年3月10日公開の日本映画。監督は本木克英。主演は藤原竜也。
キャッチコピーは「宇宙体感の3Dで贈る、機械と人の冒険の旅」。

## 概要
日本の小惑星探査機「はやぶさ」のプロジェクトを、他の宇宙開発プロジェクトやそれらを取り巻く人々の姿を交えて描く。
「はやぶさ」を題材にした映画が2011年から2012年春にかけて相次いで公開された。その中で本作は実写作品としては『はやぶさ/HAYABUSA』『はやぶさ 遥かなる帰還』に次ぐ3番目の作品であり、それまでの2作と異なり、3Dで制作された。これら3作品は、20世紀フォックス・東映・松竹の映画大手3社による競作として注目された。

## ストーリー
2003年5月9日、「小惑星イトカワのカケラを拾って地球に持ち帰る」というミッションを帯びて、内之浦 から、小惑星探査機“はやぶさ”が打ち上げられた。プロジェクトマネージャーの江本智彦（大杉漣）のもと、若手スタッフとしてエンジニア助手の大橋健人（藤原竜也）、新人理学博士の野村奈緒子（杏）らが参加したプロジェクトだった。同年12月、“はやぶさ”が順調な航行を始めた頃、打ち上げから5年半を経過した火星探査機“のぞみ” が、度重なるトラブルと故障のため、火星へ約1,000 kmまで接近したものの、最終的には火星周回軌道 への投入を断念した。プロジェクトマネージャーだった健人の父・伊佐夫（三浦友和）は、税金を無駄にしたと、非難の矢面に立たされる。打ち上げから2年、“はやぶさ”は、宇宙に夢を抱く人々が願いを託す存在となっていた。健人の同僚、大吾（田中直樹）の息子・風也（前田旺志郎）も、母・多美（森口瑤子）の病気の回復を“はやぶさ”プロジェクトの成功に託し、科学教室でみんなに説明をするくらい詳しくなっていた。人生の大半を“のぞみ”に賭けてきた健人の父は引退し、世間との関わりを避けて、同じ道を進む息子の健人にさえ心を開こうともせず、相変わらず自分を責め続けていた。2005年11月、イトカワ付近に到着した“はやぶさ”だったが、姿勢を崩して不時着。リスクを冒して2回目のタッチダウンに挑み、見事成功させる。ところが、燃料漏れやサンプルも採取されていない可能性も出て、通信も途絶となる。伊佐夫は碁の教室で「着眼大局 着手小局」と江本に諭す。スタッフはケンカしながらもチームワークとアイデアで奇跡的に乗り越え、“はやぶさ”は地球を目指す。この奇跡は“はやぶさ”を見守る人々にもそれぞれの形で広がっていく。アメリカに渡った多美の手術もドナーが見つかり成功、伊佐夫は奈緒子（高校生の時に伊佐夫の講演に感動してこの道を目指していた）からの講演会の依頼を引き受け、社会復帰を果たす。2010年6月13日、満身創痍になりながら懸命に飛んだ“はやぶさ”は、ついに地球へ辿り着く。健人は父に「ここに連れてきてくれてありがとう」と電話で和解する。

## 登場人物
- 大橋健人 - 藤原竜也： JAXAエンジニア助手。
- 野村奈緒子 - 杏： 新人理学博士。
- 大橋伊佐夫 - 三浦友和： 健人の父。火星探査機「のぞみ」プロジェクトマネージャー。
- 岩松風也 - 前田旺志郎： 母・多美の病気からの回復を「はやぶさ」に託す。
- 岩松多美 - 森口瑤子： 風也の母。
- 岩松大吾 - 田中直樹： 健人の同僚。多美の夫で風也の父。
- 天野克也 - カンニング竹山： 臼田観測所職員。
- 山田幸一 - 豊原功補： イオンエンジン・チームリーダー。
- 大橋小夜子 - 宮崎美子： 伊佐夫の妻。
- 江本智彦 - 大杉漣： 「はやぶさ」プロジェクトマネージャー。
- 増沢公孝 - 中村梅雀： JAXA対外協力室長。
- 文部科学大臣 - 岸本加世子
- 与党幹事長 - 鶴田忍： 2005年の新語・流行語大賞を「小泉劇場」で受賞。武部勤がモデル。
- 文部科学省職員 - 金田明夫
- JAXA職員 - 岡田圭右： 小学校でのロケット発射イベント担当。
- 臼田観測所職員 - 村井美樹
- JAXA職員 - 石丸謙二郎
- 見学客 - 大島さと子
- JAXAプロジェクトチーム - 升毅
- JAXAプロジェクトチーム 通信 - 木下ほうか
- JAXAプロジェクトチーム - 林泰文
- JAXAプロジェクトチーム - 山田純大
- JAXAプロジェクトチーム - 村杉蝉之介
- JAXAプロジェクトチーム - 趙珉和
- 大地泰仁
- 本田大輔
- 中林大樹
- 西山宏幸
- 佐々木崇雄
- 内浦純一
- 北山雅康
- 大家仁志
- 松永博史
- 下総源太朗
- 青山勝
- 小久保丈二
- レポーター - 矢柴俊博
- 中岡由佳
- 上路雪江
- 松永昭栄 - 田中慎二
- 泰千晶 - 臼井志保
- 伊東順二
- 玉木健嗣
- 倉田亜味
- 田口可奈子
- 山崎竜太郎
- 鯨井敦 - 末岡拓人
- 沢渡えいた - 小柴亮太
- 福井れな - 大出菜々子
- 丸山歩夢
- 藤井奈々香

## スタッフ
- 協力：JAXA宇宙航空研究開発機構
- 監督：本木克英
- 脚本：金子ありさ
- 音楽：冨田勲
- 撮影：藤澤順一
- 美術：西村貴志
- 照明：金沢正夫
- 録音：鈴木肇
- 編集：川瀬功
- VFXスーパーバイザー：村上優悦
- VFX&CG：IMAGICA、シネグリーオ、スタジオソラリ、アニマロイド、QUINOGRAFIX、KeepAlive
- 3D映像製作：IMAGICA
- ロケ協力：さがみはらフィルムコミッション、鹿児島フィルムオフィス、八王子フィルムコミッション、南房総市観光プロモーション課、わたらせフィルムコミッション、とちぎフィルム応援団、埼玉県ロケーションサービス、足利市役所、調布市　ほか
- 映像協力：NASA、ゲッティイメージズ、デジタルグローブ、リモートセンシング技術センター
- プロデューサー：田村健一、野地千秋、三好英明
- 製作総指揮：迫本淳一
- 企画協力：田沢連二
- ラインプロデューサー：小松次郎、山田彰久
- 配給：松竹
- 製作協力：松竹映像センター
- 製作プロダクション：松竹撮影所東京スタジオ
- 製作：「おかえり、はやぶさ」製作委員会（松竹、テレビ東京、衛星劇場、博報堂、読売新聞社）

## 音楽
- サウンドトラック： 冨田勲

## 史実との相違点
本映画では、火星探査機「のぞみ」の軌道投入断念後に小惑星探査機「はやぶさ」が打ち上げられた演出となっているが、実際は2003年5月9日に「はやぶさ」が打ち上げられた約半年後の2003年12月9日に「のぞみ」の軌道変更コマンドを送信している。
また、本映画では小惑星探査機「はやぶさ」の打ち上げ前からJAXA(宇宙航空研究開発機構)のロゴが使用されているが、実際は「はやぶさ」の構想・計画・開発は、文部科学省管轄のISAS(宇宙科学研究所)が行っており、JAXAへ統合されISASが宇宙科学研究本部と名称変更されたのは2003年10月1日のことである。